# كلاوس بورنيمان
كلاوس د. بورنيمان Klaus D. Bornemann (ولد في عام 1949) هو كاتب روائي ومصور فوتوغرافي ألماني.
يتناول بورنيمان في رواياته آثار التحولات الاجتماعية على وعي وإدراك الإنسان لذاته. كما أننا نجد أصداء وتأثيرات من إنتاجه في فنون التصوير الفوتوغرافي في ثنايا إنتاجه الروائي. ويضع بورنيمان في رواياته مستويات من الأحداث الواقعية المتنافرة تتحرك بينها شخصيات الرواية. كما أنه يستخدم ما يسمى بالشخصيات المبتورة، فهو يبنيها بشكل درامي معقد ثم يدفعها إلى بؤرة الحدث ثم ينحيها جانبا ويجعل شخصيات ثانوية.
وهو يقيم ويعمل حاليا في مدينة دويسبورج.

## رواياته
- كانت الغرفة غارقة في اللون الأزرق 2005 (أقصوصة)
- تخزين الغضب 2006 (Hitzestau).
- حقائق زائفة 2006